# Olympische Winterspiele 2018/Bob – Viererbob (Männer)
Im Viererbob der Männer bei den Olympischen Winterspielen 2018 fanden im Alpensia Sliding Center vier Läufe statt. Die ersten beiden Durchgänge wurden am 24. Februar 2018 um 9:30 Uhr Ortszeit (1:30 Uhr MEZ) ausgetragen, der dritte und vierte Lauf am 25. Februar 2018 zur gleichen Uhrzeit.

## Ergebnisse
| Rang | Athleten                                                               | Nation                           | Laufzeiten (s) | Laufzeiten (s) | Laufzeiten (s) | Laufzeiten (s)       | Gesamt (min) |
| Rang | Athleten                                                               | Nation                           | 1              | 2              | 3              | 4                    | Gesamt (min) |
| ---- | ---------------------------------------------------------------------- | -------------------------------- | -------------- | -------------- | -------------- | -------------------- | ------------ |
| 1    | Francesco Friedrich Candy Bauer Martin Grothkopp Thorsten Margis       | Deutschland                      | 48,54          | 49,01          | 48,76          | 49,54                | 3:15,85      |
| 2    | Won Yun-jong Jun Jung-lin Kim Dong-hyun Seo Young-woo                  | Südkorea                         | 48,65          | 49,19          | 48,89          | 49,65                | 3:16,38      |
| 2    | Nico Walther Eric Franke Kevin Kuske Alexander Rödiger                 | Deutschland                      | 48,74          | 49,16          | 48,90          | 49,58                | 3:16,38      |
| 4    | Rico Peter Michael Kuonen Thomas Amrhein Simon Friedli                 | Schweiz                          | 49,05          | 49,16          | 48,87          | 49,51                | 3:16,59      |
| 5    | Oskars Melbārdis Jānis Strenga Arvis Vilkaste Daumants Dreiškens       | Lettland                         | 48,82          | 49,39          | 48,91          | 49,53                | 3:16,65      |
| 6    | Justin Kripps Jesse Lumsden Oluseyi Smith Alexander Kopacz             | Kanada                           | 48,85          | 49,28          | 48,95          | 49,61                | 3:16,69      |
| 7    | Benjamin Maier Dănuț Moldovan Kilian Walch Markus Sammer               | Österreich                       | 49,10          | 49,21          | 49,03          | 49,56                | 3:16,90      |
| 8    | Johannes Lochner Christian Rasp Christian Poser Christopher Weber      | Deutschland                      | 48,95          | 49,26          | 49,10          | 49,80                | 3:17,11      |
| 9    | Codie Bascue Evan Weinstock Steven Langton Sam McGuffie                | Vereinigte Staaten               | 49,09          | 49,34          | 49,08          | 49,77                | 3:17,28      |
| 10   | Oskars Ķibermanis Helvijs Lūsis Jānis Jansons Matīss Miknis            | Lettland                         | 49,18          | 49,26          | 49,34          | 49,63                | 3:17,41      |
| 11   | Loïc Costerg Vincent Ricard Vincent Castell Dorian Hauterville         | Frankreich                       | 49,09          | 49,36          | 49,19          | 49,92                | 3:17,56      |
| 12   | Nick Poloniato Cam Stones Joshua Kirkpatrick Benjamin Coakwell         | Kanada                           | 49,40          | 49,23          | 49,51          | 49,67                | 3:17,81      |
| 13   | Mateusz Luty Grzegorz Kossakowski Łukasz Miedzik Arnold Zdebiak        | Polen                            | 49,04          | 49,59          | 49,46          | 49,80                | 3:17,89      |
| 14   | Clemens Bracher Alain Knuser Martin Meier Fabio Badraun                | Schweiz                          | 49,06          | 49,54          | 49,59          | 49,72                | 3:17,91      |
| 15   | Maxim Andrianow Alexei Saizew Wassili Kondratenko Ruslan Samitow       | Olympische Athleten aus Russland | 49,43          | 49,39          | 49,56          | 49,56                | 3:17,94      |
| 16   | Chris Spring Lascelles Brown Bryan Barnett Neville Wright              | Kanada                           | 49,06          | 49,58          | 49,46          | 49,86                | 3:17,96      |
| 17   | Brad Hall Greg Cackett Nick Gleeson Joel Fearon                        | Großbritannien                   | 49,25          | 49,68          | 49,64          | 49,69                | 3:18,26      |
| 18   | Lamin Deen Andrew Matthews Toby Olubi Ben Simons                       | Großbritannien                   | 49,44          | 49,45          | 49,66          | 49,74                | 3:18,29      |
| 19   | Nick Cunningham Christopher Kinney Hakeem Abdul-Saboor Samuel Michener | Vereinigte Staaten               | 49,60          | 49,50          | 49,74          | 49,70                | 3:18,54      |
| 20   | Justin Olsen Carlo Valdes Christopher Fogt Nathan Weber                | Vereinigte Staaten               | 49,62          | 49,71          | 49,66          | 49,56                | 3:18,55      |
| 21   | Dominik Dvořák Jaroslav Kopřiva Jan Šindelář Jakub Nosek               | Tschechien                       | 49,07          | 49,97          | 50,05          | nicht quali- fiziert | 2:29,09      |
| 22   | Markus Treichl Ekemini Bassey Marco Rangl Markus Glück                 | Österreich                       | 49,73          | 49,83          | 49,68          | nicht quali- fiziert | 2:29,24      |
| 23   | Edson Bindilatti Odirlei Pessoni Rafael Souza da Silva Edson Martins   | Brasilien                        | 49,73          | 49,81          | 50,05          | nicht quali- fiziert | 2:29,49      |
| 24   | Jan Vrba Dominik Suchý Jan Stokláska David Egydy                       | Tschechien                       | 49,75          | 49,94          | 49,80          | nicht quali- fiziert | 2:29,59      |
| 25   | Lucas Mata David Mari Hayden Smith Lachlan Reidy                       | Australien                       | 49,72          | 49,91          | 50,07          | nicht quali- fiziert | 2:29,70      |
| 26   | Shao Yijun Li Chunjian Shi Hao Wang Sidong                             | China                            | 49,79          | 50,01          | 49,94          | nicht quali- fiziert | 2:29,74      |
| 27   | Simone Bertazzo Simone Fontana Francesco Costa Lorenzo Bilotti         | Italien                          | 49,92          | 49,94          | 50,02          | nicht quali- fiziert | 2:29,88      |
| 28   | Dražen Silić Mate Mezulić Benedikt Nikpalj Antonio Zelić               | Kroatien                         | 50,18          | 50,64          | 50,63          | nicht quali- fiziert | 2:31,45      |
| 29   | Dorin Grigore Florin Crăciun Levente Bartha Paul Muntean               | Rumänien                         | 50,55          | 50,79          | 50,81          | nicht quali- fiziert | 2:32,15      |